# Evaldo
Evaldo  è un nome proprio di persona italiano maschile.

## Varianti
- Maschili: Evardo[2]
- Femminili: Evalda[2][3]

### Varianti in altre lingue
- Germanico: Ewald[4][5], Eoald[4], Eold[4]
- Latino medievale: Eoaldus[2]
- Lettone: Ēvalds[5]
- Lituano: Evaldas
- Olandese: Ewoud[5], Ewout[5], Ewal[5]
- Norvegese: Evald
- Polacco: Ewald
- Tedesco: Ewald[2][5]

## Origine e diffusione

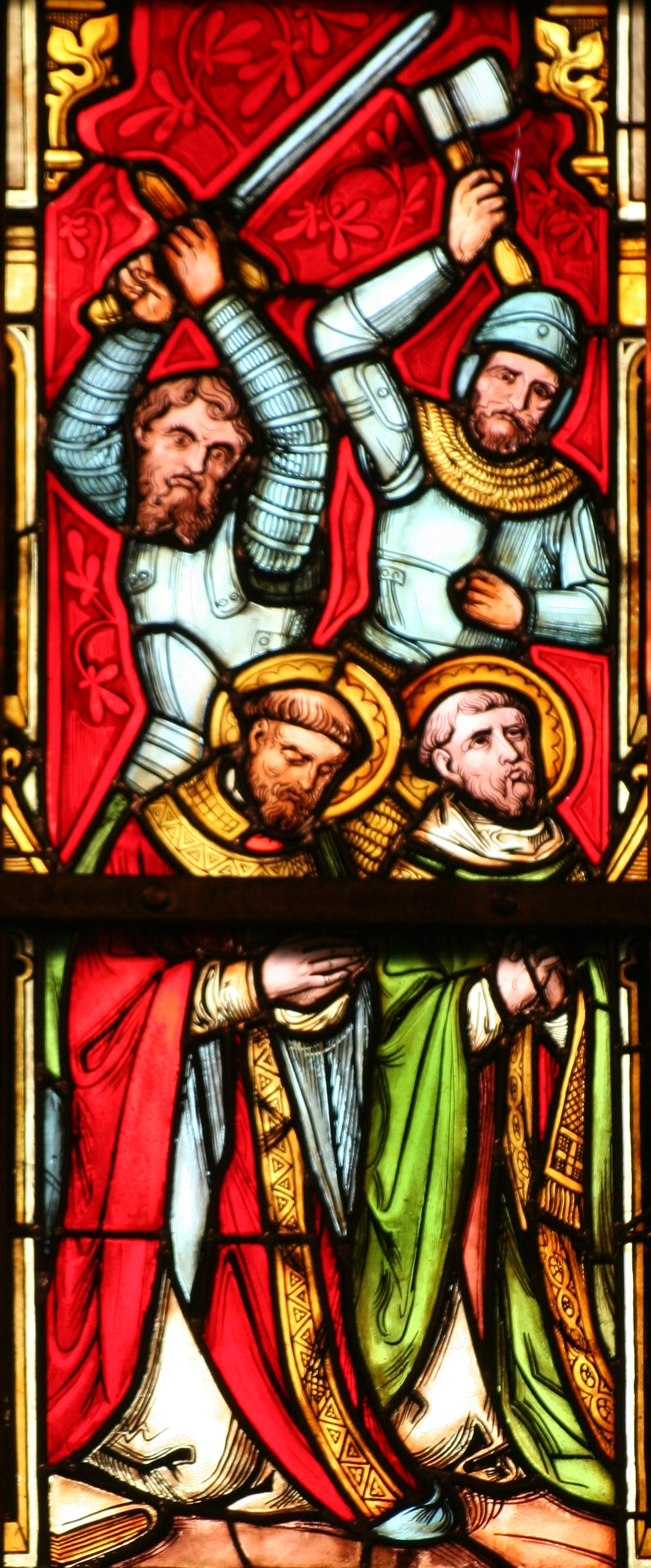
Vetrata con il martirio dei santi Evaldi nella chiesa ad essi dedicata a Druten, in Gheldria

Deriva dal nome germanico Ewald, documentato in Francia nella forma latina Eoaldus, portata da un vescovo di Vienne del VII secolo. È formato dalle radici *ewa- ("legge", "usanza") e *walda- ("comando", "potere", "dominio"); il significato complessivo potrebbe essere interpretato come "che regge [il popolo] secondo il diritto", "che governa in base alla legge".
In Italia è distribuito al Nord e al Centro, in particolare in Toscana per la forma base e nel modenese per il femminile; è sostenuto dal culto dei due santi così chiamati, ma la sua frequenza è scarsa, e negli anni settanta si contavano, del nome e delle sue varianti, meno di mille occorrenze.

## Onomastico
L'onomastico si può festeggiare in memoria dei santi Evaldo il Bianco ed Evaldo il Nero, monaci fratelli, evangelizzatori dei Sassoni e martiri ad Aplerbeck, festeggiati assieme il giorno 3 ottobre. Si ricorda con questo nome anche il già citato Eoaldus, vescovo di Vienne, commemorato come santo il 7 luglio.

## Persone
- Evaldo Cabral de Mello, scrittore, storico e diplomatico brasiliano
- Evaldo dos Santos Fabiano, calciatore brasiliano

### Variante Evaldas
- Evaldas Dainys, cestista lituano
- Evaldas Petrauskas, pugile lituano
- Evaldas Šiškevičius, ciclista su strada e mountain biker lituano

### Variante Ewald

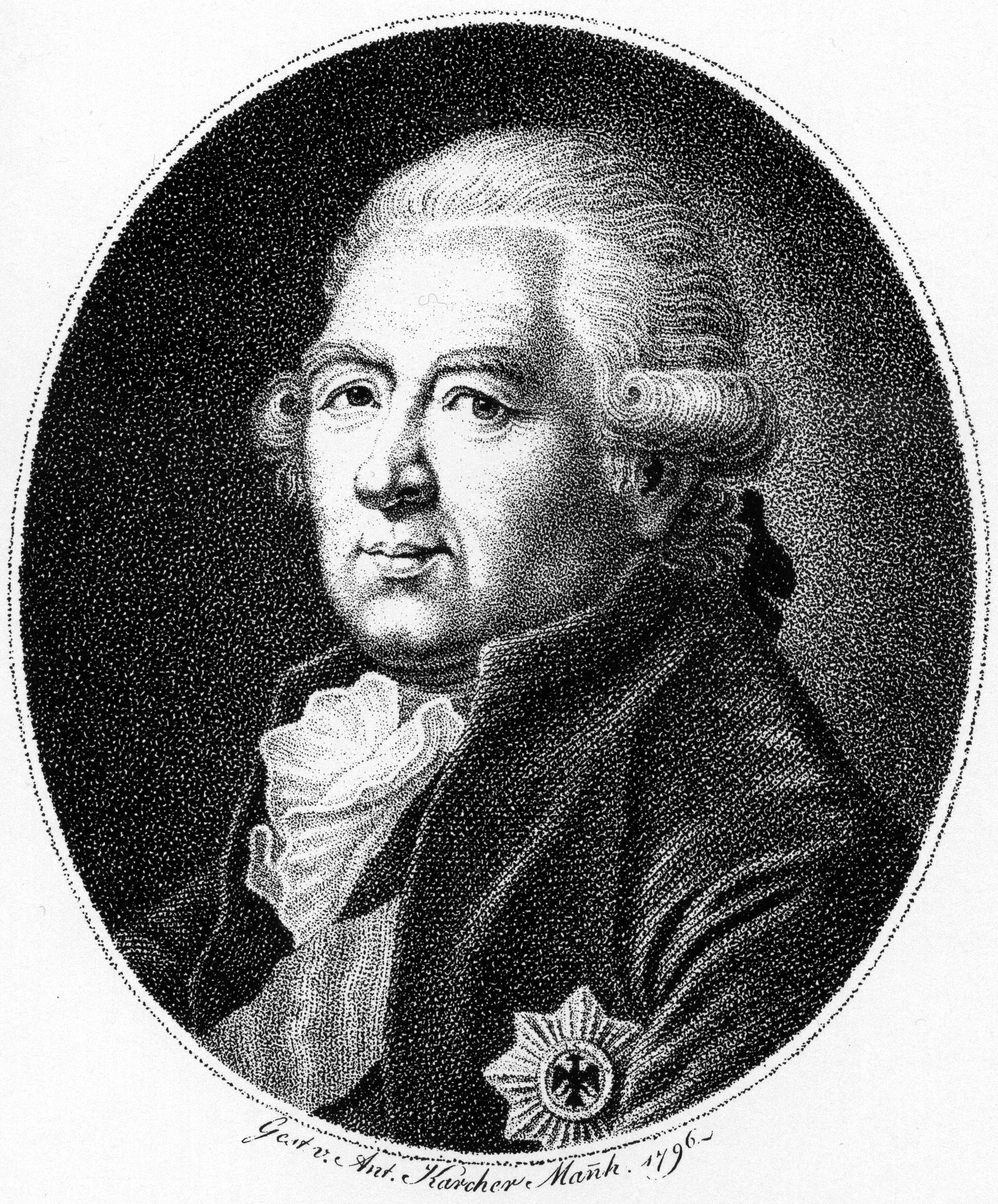
Ewald Friedrich von Hertzberg

- Ewald Brenner, calciatore austriaco
- Ewald Cebula, calciatore e allenatore di calcio polacco
- Ewald Dahlskog, designer svedese
- Ewald André Dupont, regista, sceneggiatore e produttore cinematografico tedesco
- Ewald Dytko, calciatore polacco
- Ewald Follmann, calciatore tedesco
- Ewald Lienen, calciatore e allenatore di calcio tedesco
- Ewald Friedrich von Hertzberg, politico prussiano
- Ewald Christian von Kleist, poeta tedesco
- Ewald Jürgen Georg von Kleist, scienziato tedesco
- Ewald von Kleist-Schmenzin, filosofo tedesco
- Ewald von Lochow, generale tedesco

### Variante Ewoud
- Ewoud Gommans, pallavolista olandese
- Ewoud Pletinckx, calciatore belga